# Hálfdanarfell
Hálfdanarfell är ett berg i republiken Island. Det ligger i regionen Västfjordarna, 190 km nordväst om huvudstaden Reykjavík. Toppen på Hálfdanarfell är 614 meter över havet.
Trakten runt Hálfdanarfell är nära nog obefolkad, med mindre än två invånare per kvadratkilometer. Närmaste större samhälle är Patreksfjörður, omkring 14 kilometer väster om Hálfdanarfell. Trakten runt Hálfdanarfell består i huvudsak av gräsmarker.